# Jon Zabala
Jon Zabala Arrieta (Guecho, 26 de noviembre de 1996) es un jugador español de rugby que se desempeña como pilier en el club Section Paloise del Top 14.

## Biografía

### Juventud y formación
Jon Zabala nació el 26 de noviembre de 1996 en Guecho, un municipio de la provincia de Vizcaya, en el norte de España, cerca de Bilbao. En sus inicios deportivos, jugó al fútbol antes de pasarse al rugby, uniéndose al club de su ciudad natal, el Getxo Artea Rugby Taldea, a la edad de 14 años.
Durante su juventud, Zabala jugó en varias posiciones: empezó como centro, luego pasó a tercera línea, antes de ser reposicionado como segunda línea, y finalmente como pilar, su puesto definitivo. Se dio a conocer jugando con la Euskal Selekzioa, la selección del País Vasco.
En 2015, con solo 18 años, decidió probar suerte en Francia al ingresar en la academia de formación del Aviron Bayonnais. Al llegar a Francia sin hablar francés, trabajó arduamente para integrarse y progresó rápidamente hasta debutar con el primer equipo. Se benefició del estatus de jugador JIFF ("Jugador formado en Francia"), facilitando su participación en ligas profesionales.

### Carrera en clubes
Durante la temporada 2016-2017, jugó dos partidos con el primer equipo de Bayona, uno en el Top 14 y otro en el European Rugby Challenge Cup 2016-17 contra el Benetton Rugby Treviso.
Al año siguiente, tras el descenso del club a la Pro D2, disputó 10 partidos de liga y un partido en el Challenge Europeo con Bayona. Sin embargo, a partir de la temporada 2019-2020, dejó de ser parte de los planes de los entrenadores Yannick Bru y Joël Rey, quedando relegado al equipo de reservas.
En septiembre de 2019, fue cedido al Anglet Olympique Rugby Club, en la tercera división francesa (Fédérale 1), donde jugó 15 partidos.
En 2020, se unió al Stado Tarbes Pyrénées Rugby, en la Nationale (Francia), donde jugó 18 partidos. En 2021, fichó por el AS Béziers Hérault en la Pro D2.
En 2024, firmó con la Section Paloise en el Top 14. Disputa su primer partido con su nuevo equipo el 7 de septiembre de 2024 en el Estadio Marcel-Michelin, en una derrota contra el ASM Clermont Auvergne.
Sus inicios en el Top 14 son complicados, con actuaciones irregulares, especialmente en la melé. Sin embargo, en un contexto marcado por varias lesiones en la plantilla del equipo bearnés, logra imponerse progresivamente y encadena varias apariciones. En la undécima jornada, es titular en un partido de alta tensión contra el Lyon OU. Sólido junto a los delanteros de la Section, contribuye a una valiosa victoria que permite al equipo relanzarse en el campeonato.

### Selección nacional
Jon Zabala participó en el Campeonato Europeo Sub-19, donde España se proclamó campeona, anotando uno de los ensayos en la final. En 2017, fue convocado por el seleccionador nacional Santiago Santos para enfrentarse a Georgia, debutando con la selección española al ingresar en la segunda mitad de un partido que finalizó con una derrota 10-20. Participó en todos los partidos del Rugby Europe Championship 2019 como suplente, donde España terminó en segunda posición. También jugó todos los partidos del torneo en 2020 , nuevamente como suplente. En el Rugby Europe Championship 2021 disputó cuatro partidos como titular. En 2022, participó en la mayoría de los encuentros del campeonato y jugó dos partidos test.
Zabala desempeñó un papel clave en la histórica clasificación de España para la Copa Mundial de Rugby de 2023. La victoria contra Portugal (33-28) representó un momento inolvidable para los aficionados españoles y marcó un hito en la historia del rugby ibérico. Sin embargo, España fue finalmente descalificada, cediendo su plaza a Portugal.
En 2022, Jon Zabala fue nombrado capitán de una selección española renovada para enfrentar a los Barbarians en el Estadio El Molinón de Gijón. En ese prestigioso encuentro, llevó el brazalete de capitán por primera vez y lideró un equipo con numerosos debutantes, simbolizando la renovación del XV del León. Pocos meses después, en julio de 2022, Zabala participó en la gira veraniega de España en Canadá, en Ottawa. Este partido marcó el fin de un ciclo para la selección tras su exclusión definitiva de la Copa del Mundo de 2023. Junto a Fernando López y Vicente del Hoyo en la primera línea, Zabala se convirtió en uno de los referentes encargados de guiar la transición hacia una nueva generación de jugadores.
En 2025, Zabala es uno de los jugadores clave en una de las primeras líneas más sólidas entre las naciones emergentes del rugby mundial. Junto a jugadores que compiten en el Top 14 y la Pro D2 – como Joel Merkler, Thierry Futeu, Hugo Pirlet y Álvaro García – contribuye a hacer de España un equipo cada vez más competitivo.
A comienzos de 2025, es una de las figuras principales del ambicioso proyecto de la Federación Española de Rugby para clasificar a la selección a la Copa Mundial de Rugby de 2027 en Australia. Además, fue elegido para representar la candidatura de España como sede de la Copa Mundial de Rugby de 2035.